# Caesia chlorantha
Caesia chlorantha är en grästrädsväxtart som beskrevs av Ferdinand von Mueller. Caesia chlorantha ingår i släktet Caesia och familjen grästrädsväxter. Inga underarter finns listade i Catalogue of Life.